# Баришнюк Марія Данилівна
Марія Данилівна Баришнюк (нар. 5 жовтня 1932, село Хорів, тепер Острозького району Рівненської області) — українська радянська діячка, доярка колгоспу імені Кірова Острозького району Рівненської області. Депутат Верховної Ради УРСР 9-го скликання.

## Біографія
Освіта неповна середня.
З 1949 р. — колгоспниця, доярка колгоспу імені Кірова села Хорів Острозького району Рівненської області.
Потім — на пенсії у селі Хорів Острозького району Рівненської області.

## Нагороди
- орден Леніна
- ордени
- медалі